# Uleanivka, Bar
Uleanivka (în ucraineană Улянівка) este un sat în comuna Mankivți din raionul Bar, regiunea Vinnița, Ucraina.

## Demografie
Componența lingvistică a localității Uleanivka
     Ucraineană (98,33%)
     Rusă (1,67%)
Conform recensământului din 2001, majoritatea populației localității Uleanivka era vorbitoare de ucraineană (98,33%), existând în minoritate și vorbitori de rusă (1,67%).